# Dorfkirche Riesdorf (Niederer Fläming)

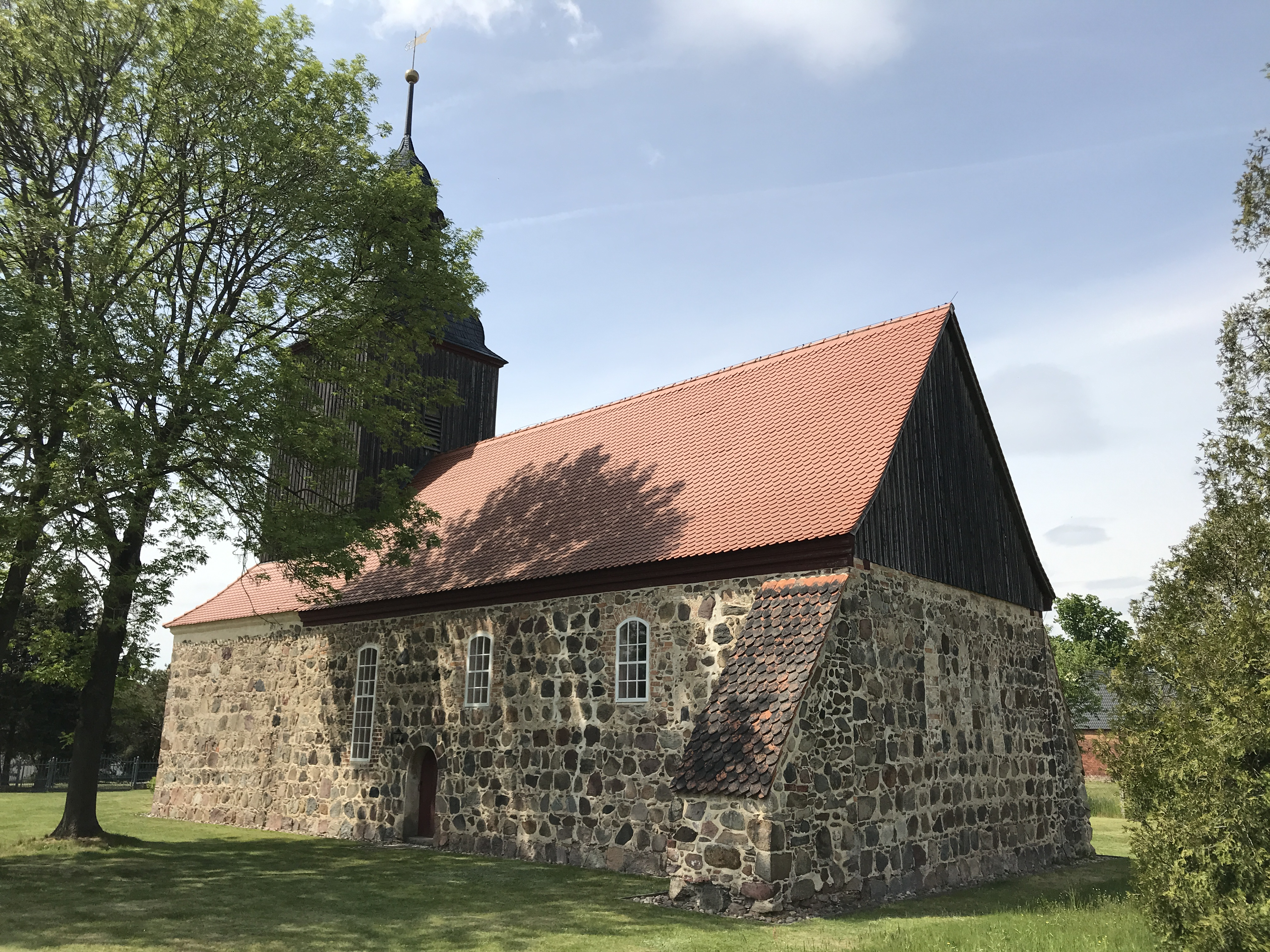
Dorfkirche Riesdorf

Die evangelische Dorfkirche Riesdorf ist eine Feldsteinkirche in Riesdorf, einem Ortsteil der Gemeinde Niederer Fläming im Landkreis Teltow-Fläming im Land Brandenburg. Die Kirchengemeinde gehört zum Kirchenkreis Zossen-Fläming der Evangelischen Kirche Berlin-Brandenburg-schlesische Oberlausitz.

## Lage
Die Landstraße 715 führt von Südwesten kommend in nordöstlicher Richtung am Ort vorbei. Von ihr zweigt die Straße Riesdorf nach Norden hin ab. Die Kirche steht östlich dieser Straße auf einem Grundstück mit einem Kirchfriedhof, der mit einem Zaun eingefriedet ist.

## Geschichte
Das Bauwerk entstand in der Zeit um 1300. 1687 erhielt die Kirche einen Kirchturm aus Fachwerk sowie eine auf das Jahr 1693 datierte Balkendecke. Das Kirchenpatronat war wohl einige Jahrhunderte zweigeteilt, weil das Gut je zur Hälfte zwei verschiedenen Gutsherren gehörte, bis ins 18. Jahrhundert. Dann vereinigte die Familie von Rochow-Plessow auf Stülpe 1774 das Gut. Letzter Patron war sichtbar Rochus von Rochow-Stülpe (1856–1901). Nach seinem Tode wurde entsprechend den Unterlagen des Brandenburgischen Landeshauptarchives zu der Auflösung der Patronatsverbindlichkeiten, bis 1902, verhandelt. Die großen Forstbesitzungen bei Riesdorf dagegen behielten die von Rochowschen Erben bis 1945. Sie blieben aber Patron der Kirchen in Ließen, Stülpe und Plessow.

## Baubeschreibung

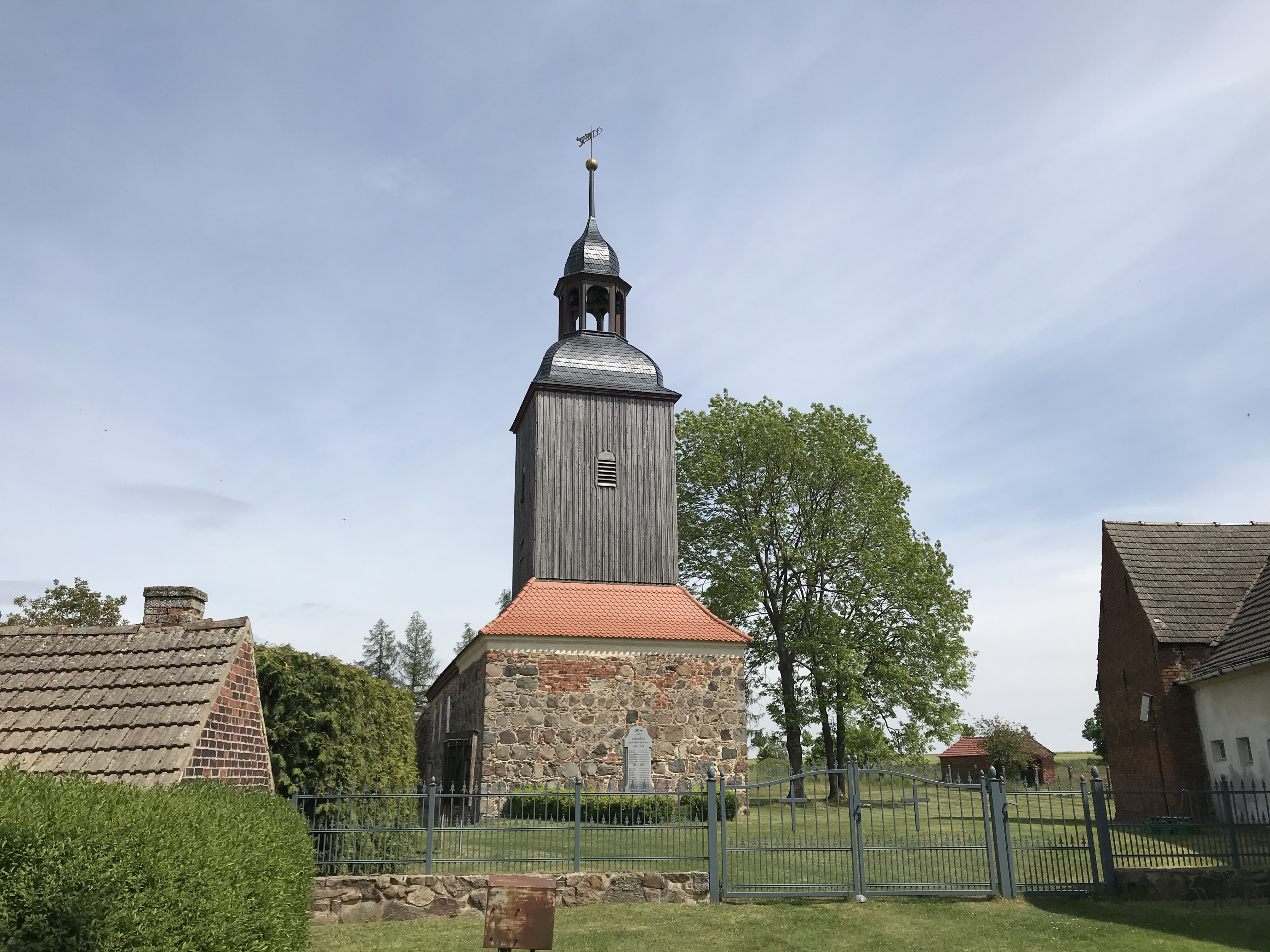
Ansicht von Westen

Beim Bau wurden im Wesentlichen Feldsteine genutzt, die behauen und teilweise lagig geschichtet wurden. Der Chor ist gerade und nicht eingezogen. An der Ostwand sind die Reste einer zugesetzten Dreifenstergruppe erkennbar. Der darüberliegende Giebel ist verbrettert. Das Bauwerk wird durch Strebepfeiler aus Mischmauerwerk an den Ecken des Chores stabilisiert.
Das Kirchenschiff hat einen rechteckigen Grundriss. An der Nord- und Südseite sind je drei gedrückt-segmentbogenförmige Fenster, von denen das jeweils westlich gelegene deutlich tiefer gezogen wurde. An der Nordwand befindet sich zwischen dem östlich und dem mittig gelegenen Fenster ein Priesterportal, das aus der Bauzeit stammen dürfte. An der Südseite findet sich ein vergleichbares Portal zwischen dem westlich und mittig gelegenen Fenster.
Der Kirchturm nimmt im unteren Geschoss die volle Breite des Schiffs auf und besitzt an seiner Nordseite ein spätmittelalterliches Rundbogenportal. Oberhalb verjüngt er sich und besteht aus einem quadratischen Aufsatz, der aus Fachwerk errichtet und anschließend verschiefert wurde. An jeder Seite ist eine kleine segmentbogenförmige Klangarkade. Oberhalb ist eine geschweifte Turmhaube, die mit einer Turmkugel und Wetterfahne abschließt.

## Ausstattung
Die hölzerne Kirchenausstattung stammt im Wesentlichen aus dem Jahr 1693. Dazu gehört ein Altarretabel, das mit Festons und Akanthus verziert ist. Es wird von einer Kartusche gekrönt, seitlich ist je ein Putto. Das Altarblatt ist verloren. Die Kanzel ist mit gedrehten Ecksäulen verziert und stammt, wie auch der Schalldeckel aus dem Ende des 17. Jahrhunderts. Die neogotische Fünte wurde aus Terrakotta gearbeitet. Das Bauwerk ist im Innern flach gedeckt. Auf der Empore steht eine Orgel, die Gottfried Wilhelm Baer im 19. Jahrhundert errichtete. Aus dieser Zeit stammt auch die Altarbedeckung, eine Schenkung der Anna von Rochow (1821–1896), der ältesten Schwester des damaligen Kirchenpatron General Wichard von Rochow.